# Diocèse de Newcastle
Le diocèse de Newcastle est un diocèse anglican de la Province d'York qui s'étend sur le comté historique de Northumberland. Son siège est la Cathédrale Saint-Nicolas de Newcastle-upon-Tyne.
Il est créé en 1882 à partir des terres du diocèse de Durham situées au nord de la Tyne.
Le diocèse se divise en deux archidiaconés : Lindisfarne et Northumberland.